# Pestil

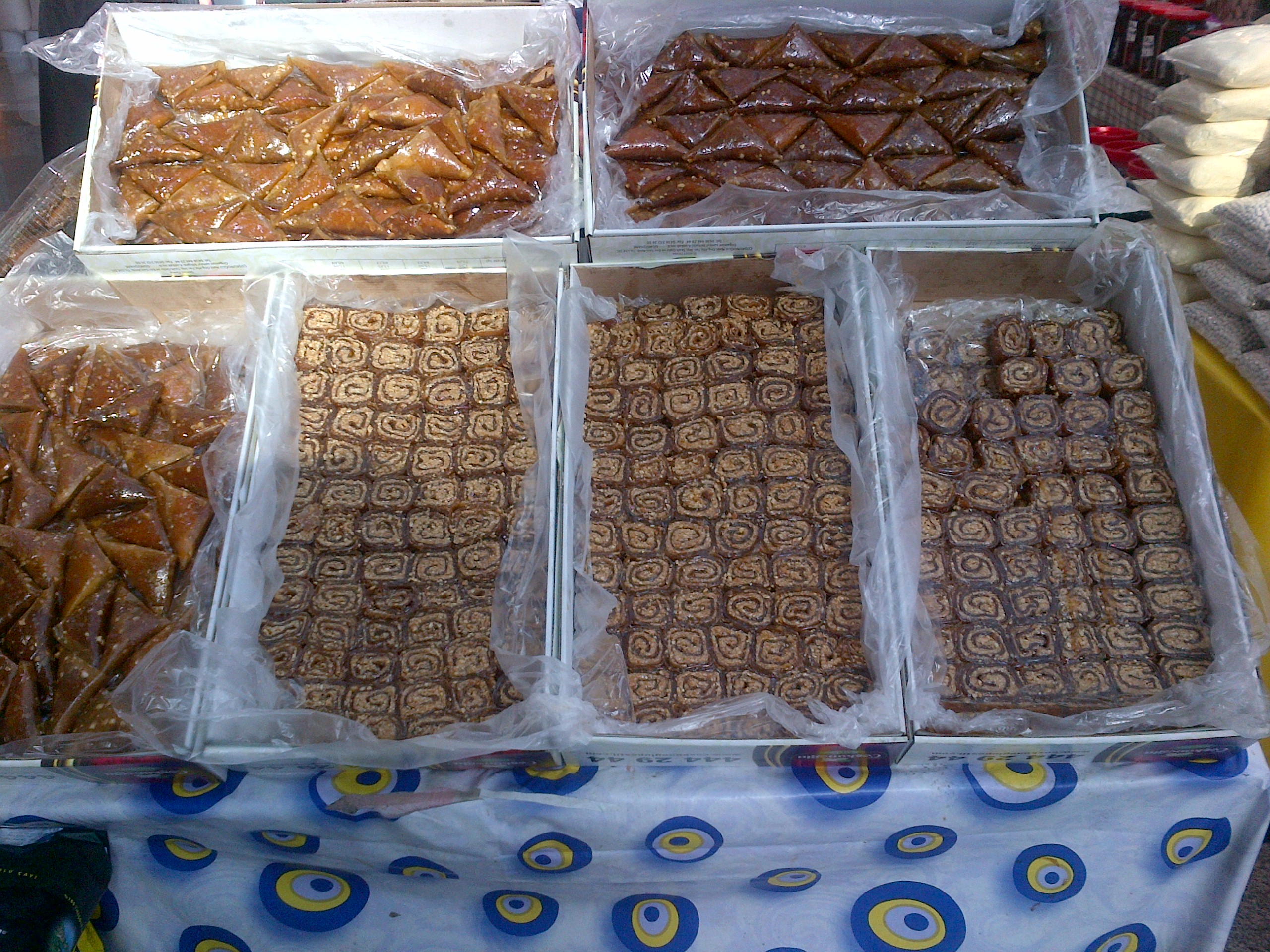
Lokum (davant) i köme (darrer)

El pestil (turc) és una polpa de fruites seques que fa com una làmina gruixuda, tradicionalment preparada en la cuina turca per al consum en els mesos d'hivern. Es consumeix tant a Turquia com als països balcànics que formaven part de l'Imperi Otomà i al Caucas. Generalment es fa amb albercocs, però també pot estar feta d'altres fruites com raïms o figues i quan es farceix amb nous s'anomena köme.